# رولینگستون (مینه‌سوتا)
رولینگستون، مینه‌سوتا (به انگلیسی: Rollingstone, Minnesota) یک شهر در ایالات متحده آمریکا است که در شهرستان وینونا، مینه‌سوتا واقع شده‌است.

## خصوصیات
رولینگستون ۱٫۲۴ کیلومترمربع مساحت و ۶۶۴ نفر جمعیت دارد و ۲۳۲ متر بالاتر از سطح دریا واقع شده‌است.